# Złożenie relacji
Złożenie relacji dwuargumentowych – uogólnienie złożenia funkcji na dowolne relacje dwuargumentowe; sposób konstrukcji relacji dwuargumentowej z dwóch innych, a zarazem wynik tej konstrukcji. Formalnie dla zbiorów {\displaystyle X,Y,Z} i relacji {\displaystyle R\subseteq X\times Y,} {\displaystyle S\subseteq Y\times Z} złożenie tej dwójki to zbiór {\displaystyle S\circ R} zdefiniowany warunkiem:
{\displaystyle S\circ R:={\big \{}(x,z)\in X\times Z:\mathop {\exists } \limits _{y\in Y}\;x\ R\ y\land y\ S\ z{\big \}};}

innymi słowy {\displaystyle x\ (S\circ R)\ z} wtedy i tylko wtedy, gdy dla pewnego {\displaystyle y} zachodzi {\displaystyle x\ R\ y\ S\ z}.
Uwaga. Powyższa definicja sprawia, że w przypadku kiedy relacja dwuargumentowa jest też funkcją, złożenie funkcji jest szczególnym przypadkiem złożenia relacji. W niektórych źródłach, zwłaszcza z pograniczy informatyki i teorii baz danych, można spotkać definicję relacji różniącą się kolejnością składanych relacji.
{\displaystyle R\circ S:={\big \{}(x,z)\in X\times Z:\mathop {\exists } \limits _{y\in Y}\;x\ R\ y\land y\ S\ z{\big \}};}

## Przykłady
Niech {\displaystyle R} i {\displaystyle S} będą takimi relacjami w zbiorze {\displaystyle \mathbb {N} ,} że:
{\displaystyle R=\{(2,1),(3,1),(4,2),(4,5),(5,3)\}}
{\displaystyle S=\{(1,3),(4,1),(3,6),(6,8),(6,7)\}}
Wtedy odpowiednio złożeniem relacji będą:
{\displaystyle S\circ R=\{(2,3),(3,3),(5,6)\}}
{\displaystyle R\circ S=\{(1,1)\}}

## Własności
- Jest to działanie łączne[1][5]; relacje dwuczłonowe na ustalonym zbiorze tworzą z nim półgrupę:
{\displaystyle S\circ (R\circ T)=(S\circ R)\circ T.}
- Operacja złożenia relacji nie jest przemienna[6] – istnieją relacje {\displaystyle S} i {\displaystyle R,} dla których
{\displaystyle S\circ R\neq R\circ S.}
- Jeśli relacje {\displaystyle R} i {\displaystyle S} są jednoznaczne lewostronnie (iniektywne), to złożenie relacji {\displaystyle S\circ R} również jest jednoznaczne lewostronnie (iniektywne). W drugą stronę jednoznaczność lewostronna (iniektywność) {\displaystyle S\circ R} pociąga jedynie jednoznaczność lewostronną (iniektywność) {\displaystyle R}[potrzebny przypis].
- Jeśli relacje {\displaystyle R} i {\displaystyle S} są całkowite prawostronnie (surjektywne), to złożenie relacji {\displaystyle S\circ R} również jest całkowite prawostronnie (surjektywne). Odwrotnie całkowitość prawostronna (surjektywność) {\displaystyle S\circ R} pociąga tylko całkowitość prawostronną (surjektywność) {\displaystyle S}[potrzebny przypis].
- Składanie relacji jest prawostronnie rozdzielne względem sumy zbiorów[1]:

{\displaystyle (R\cup S)\circ T=(R\circ T)\cup (S\circ T).}
- Działanie to nie jest rozdzielne względem przekroju zbiorów, jednak zachodzi słabszy fakt[1]:

{\displaystyle (R\cap S)\circ T\subseteq (R\circ T)\cap (S\circ T).}